# Manduca bergi
Manduca bergi là một loài bướm đêm thuộc họ Sphingidae. M. bergi gặp ở Argentina.